# Idilični ep
Idilični ep (grš. ειδιλλιoν, eidillion, sličica) prikazuje »mali svet« tihega domačega življenja kot nasprotje krvavim bojem junaškega in viteškega epa.
Izrazit predstavnik idiličnega epa v svetovni književnosti je Goethe s svojim Hermanom in Dorotejo (Hermann und Dorothea). Tu prikazuje Goethe v šesterostopičnem verzu tiho življenje v nekem mestecu ob Renu, kamor se med ubežniki pred revolucijo zatače Doroteja. Herman, sin bogatega gostilničarja, se zaljubi vanjo ter poroči z njo in medtem, ko nekje v daljavi plameni požar prevrata, preprosta družina v miru uživa tiho srečo ljubezni.
Tudi v slovenski književnosti sta dva idilična epa: Valjavčeve Sanje in Finžgarjev Triglav. Valjavec v svojem epu popisuje rodno deželo, ljudstvo in običaje, ter spomine na domače kraje, Finžgar pa skuša v Triglavu prikazati lepoto slovenskih gora in življenje na naših planinah.